# John Siryakibbe
John Siryakibbe est un boxeur ougandais né le 25 décembre 1962.

## Carrière
Aux Jeux olympiques d'été de 1980 à Moscou, John Siryakibbe est éliminé en quarts de finale dans la catégorie des poids coqs par le Vénézuélien Bernardo Piñango. 
Il est ensuite médaillé d'or aux championnats d'Afrique de Kampala en 1983 dans la catégorie des poids coqs.
Aux Jeux olympiques d'été de 1984 à Los Angeles, John Siryakibbe est éliminé au deuxième tour  dans la catégorie des poids coqs par le Dominicain Pedro Nolasco. Il est ensuite médaillé de bronze aux Jeux africains de Nairobi en 1987 dans la catégorie des poids coqs.